# Leuth (Duitsland)
Leuth, is een van de zes stadsdelen van de gemeente Nettetal in de deelstaat Noordrijn-Westfalen in Duitsland. Tot 1970 was het een zelfstandige gemeente.
De plaats is een grensdorp bij Venlo. De voormalige grensovergang op de autosnelweg heette officieel Schwanenhaus/A 61. Daarnaast bestond er een tweede grensovergang, Grüne Grenzübergang Tor 9 genaamd.
Qua natuur is Leuth bedeeld met drie meren (Poelvenn, Schrolick en Wittsee). Deze behoren evenals het heide- en bosgebied tot het natuurgebied Venloër Heide. Langs de plaats lopen meerdere goed bewegwijzerde fietsroutes tot aan het Nederlandse Maasdal toe. Ook zijn er fietsverbindingen met gebieden voor dagrecreatie tussen de Nette, Niers en Maas.

## Geschiedenis

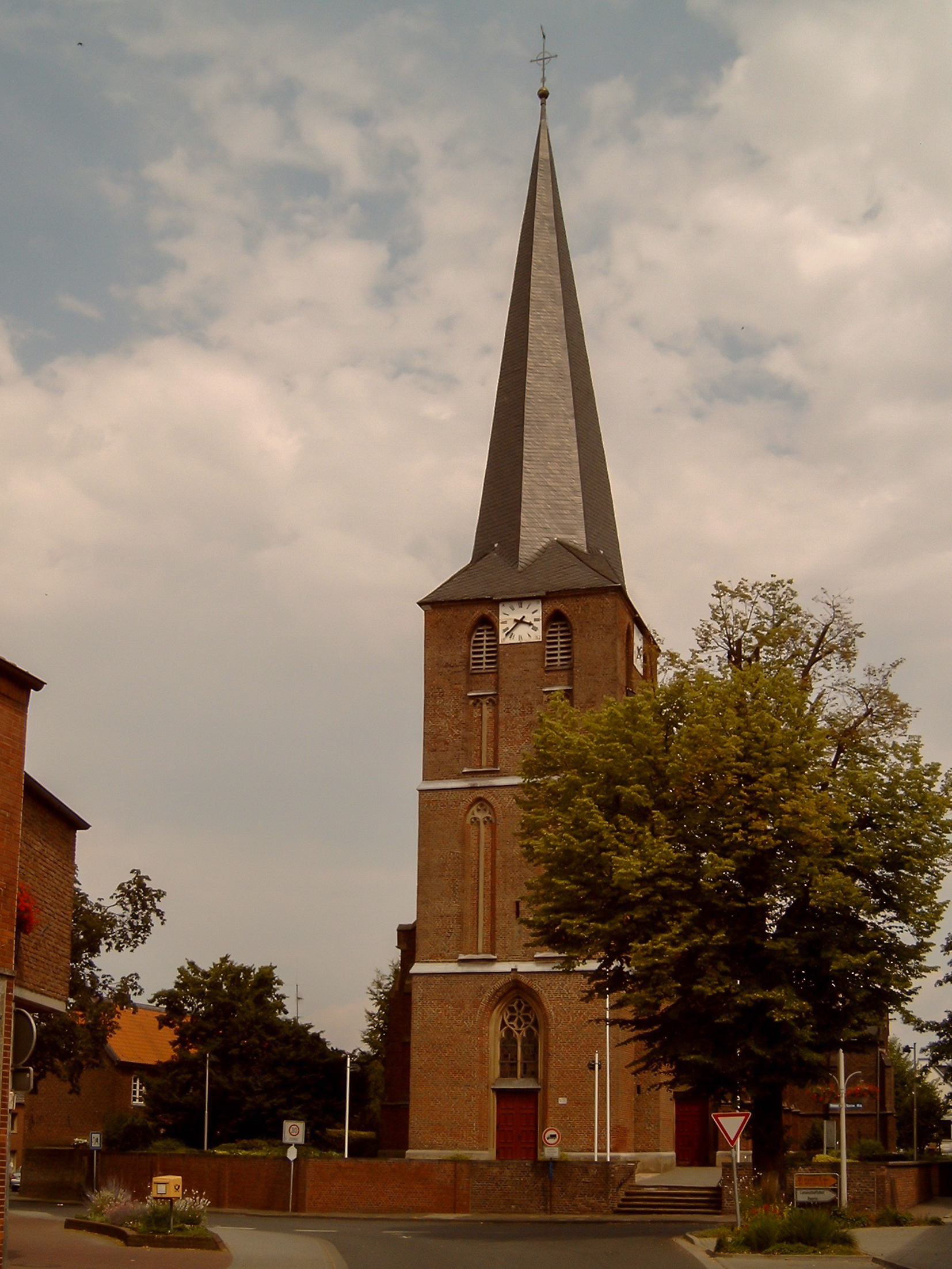
Leuth, kerk

De eerste schriftelijke vermelding van de plaats dateert uit 1251. Er stamt echter een oorkonde uit 1244 die Leuth eveneens vermeldt. In dat jaar sluiten de aartsbisschop van Keulen en de hertog van Brabant een bestand met Willem IV van Gulik. Het landelijke karakter van de plaats is goed behouden gebleven. De oude dorpskern staat onder monumentenzorg.
Vele eeuwen vormde Leuth het grensgebied tussen de hertogdommen Gelre en Gulik. Tot 1930 behoorde de plaats tot de Kreis Geldern, heden behoort het tot de Kreis Viersen. De geschiedenis van de plaats is nauw verbonden met de geschiedenis van de Heren van Krickenbeck (Kriekenbeek), later Graven van Schaesberg. De Heren van Krickenbeck regeerden al sinds de 13e eeuw over het stroomgebied van de Nette. Langs de Nette lieten zij een watermolen bouwen, de Leuther Mühle.

## Natuur en landschap
Leuth ligt in de vallei van de Nette op een hoogte van ongeveer 45 meter. 
Grote delen van het oudste Natuurbeschermingsgebied van Noordrijn-Westfalen (het NSG Krickenbecker Seen) behoren tot het grondgebied van de voormalige gemeente Leuth. Het betreft vijvers en moerasgebieden langs de Nette, en bijbehorende bossen en het landgoed bij Kasteel Krickenbeck.
Op het gebied Venloër Heide tussen Leuth, Herongen en Venlo is de vliegbasis Venlo-Herongen gebouwd, die tussen 1941 en 1945 is gebruikt als basis voor nachtjagers. De verkeerstoren staat op de Nederlandse monumentenlijst, terwijl de voormalige hangars op de Duitse monumentenlijst staan. Ook is het rolbanenstelsel nog goed herkenbaar. Op deze vliegbasis, intussen beheerd als natuur- en recreatiegebied Groote Heide, worden nu activiteiten bedreven als vliegen met radiografisch bestuurbare modelvliegtuigjes, en zweefvliegen.

## Bezienswaardigheden
- Kasteel Krickenbeck
- Sint-Lambertuskerk, parochiekerk van Leuth. Westtoren 2e helft van de 15e eeuw. Neogotisch schip van 1860-1861
- De Sint-Petrus-en-Pauluskapel in de buurtschap Leutherheide, van 1628. Betreedbare bakstenen kapel met dakruiter.
- Leuther Mühle, watermolen op de Nette.

## Verkeer
Leuth is aangesloten op het snelwegennet van Duitsland door een verbinding met de A61 en de A40. Over lokale wegen is de plaats via de B221 bereikbaar.

## De nabije omgeving
| plaatsen in de buurt | plaatsen in de buurt | plaatsen in de buurt | plaatsen in de buurt | plaatsen in de buurt |
| -------------------- | -------------------- | -------------------- | -------------------- | -------------------- |
| Venlo                |                      | Louisenburg          |                      | Hombergen            |
|                      |                      |                      |                      |                      |
| Tegelen              | Hinsbeck             |                      |                      |                      |
|                      |                      |                      |                      |                      |
| Kaldenkerken         |                      | Breyell              |                      | Lobberich            |